# 只儿哈郎 (蔑儿乞氏)
只儿哈郎（13世纪？—1300年），灭里乞氏，元朝将领。
元世祖至元二十四年（1287年），只儿哈郎被授为昭武大将军、太仆卿。元成宗元贞元年（1295年），进升为资德大夫、御史大夫、太仆卿、西域亲军都指挥使司达鲁花赤，佩虎符。不久后，进升为荣禄大夫。大德四年（1300年），患病去世。他的儿子禿魯不花，秃鲁不花的儿子咬住哥。